# Khu Hillingdon của Luân Đôn
Khu Hillingdon của Luân Đôn (tiếng Anh: London Borough of Hillingdon) là một khu tự quản Luân Đôn nằm ở phía tây Đại Luân Đôn, Anh. Dân số theo thống kê năm 2001 là 243.006 người. Ngày nay, Hillingdon là nơi có sân bay Heathrow và Đại học Brunel, là khu tự quản Luân Đôn lớn thứ hai trong 32 khu tự quản.
Hội đồng Hillingdon quản lý khu vực này, với trụ sở đặt tại Trung tâm Hành chính tại Uxbridge. Do mục đích quản lý, khu tự quản được chia làm hai phần Bắc và Nam Hillingdon, với các cụm công nghiệp nằm về phía nam và những khu vực ngoại ô nằm về phía bắc.
Khu tự quản vẫn còn hơn 200 khoảng diện tích không gian xanh, tổng cộng vào khoảng 1.800 mẫu Anh (730 ha). và đây là một trong những khu vực mật độ cư dân thấp nhất trong các khu tự quản Luân Đôn, do đó có những vùng rộng lớn không gian xanh.

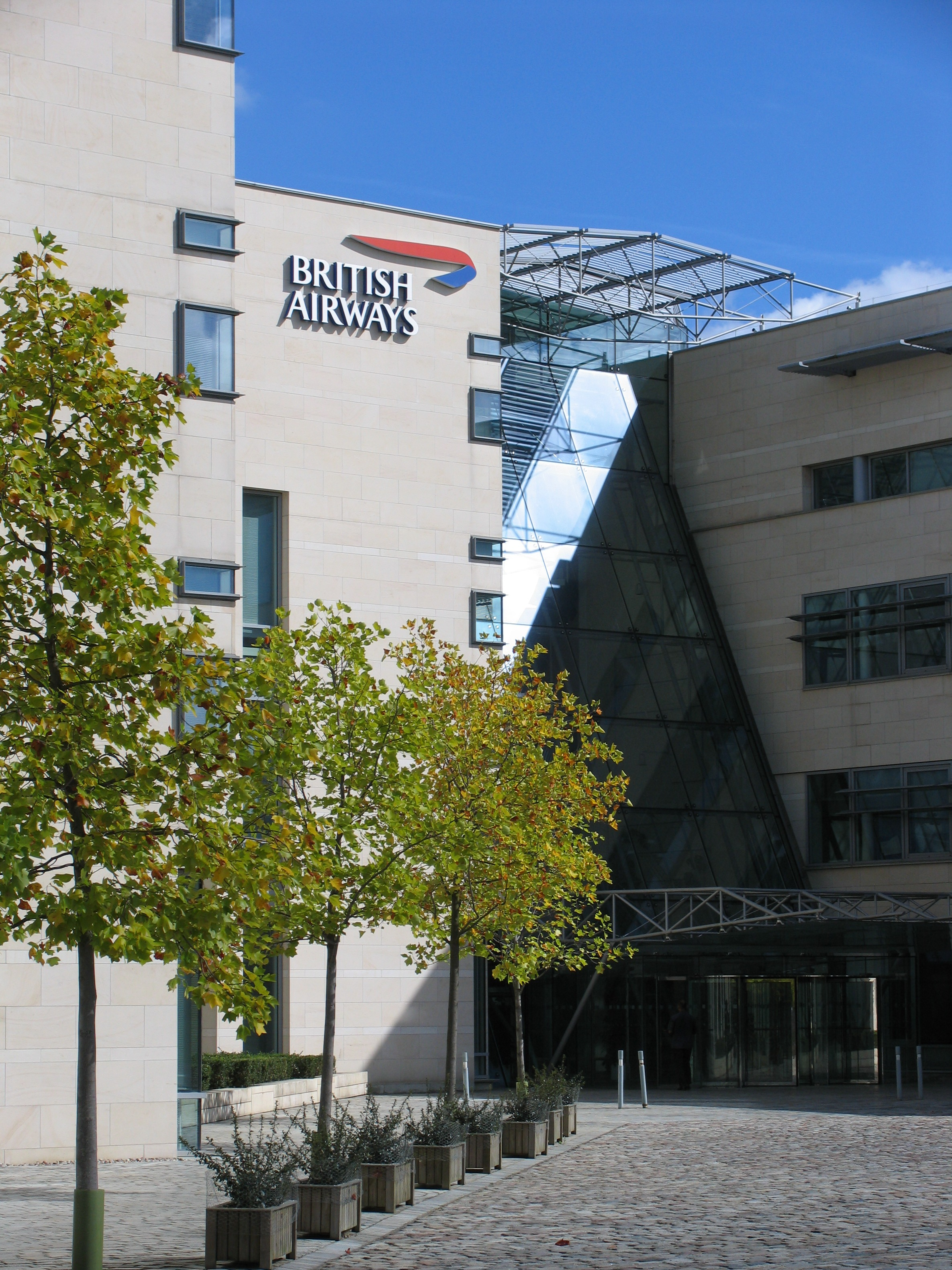
Toà nhà Waterside, trụ sở của Hãng hàng không quốc gia Anh tại Harmondsworth

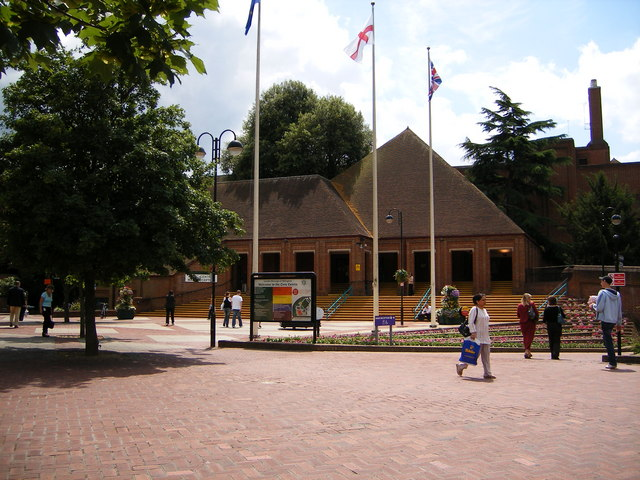
Trung tâm Hành chính